# 证券交易所宫 (波尔图)

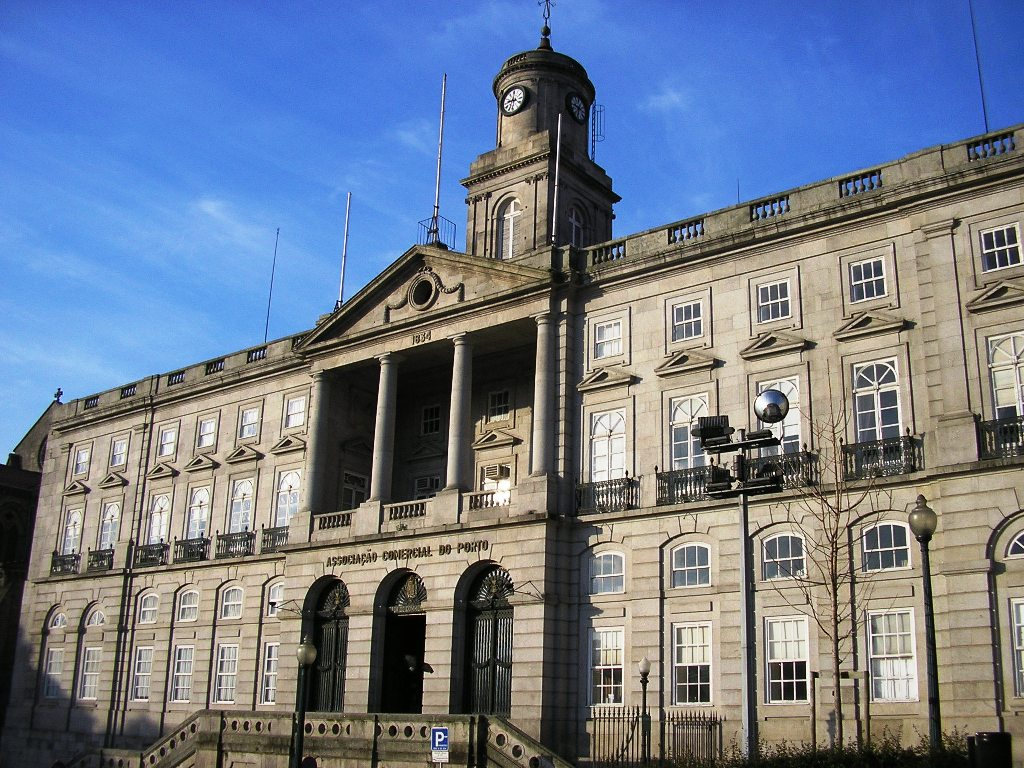
证券交易所宫

证券交易所宫（Palácio da Bolsa）是葡萄牙波尔图的一座历史建筑，由该市的商会建于19世纪，新古典主义建筑。它座落在波尔图历史中心区的恩里克王子广场，毗邻圣方济各堂，为世界遗产项目的一部分。

## 历史
1832年，一场大火烧毁圣方济各修道院的回廊。1841年，玛丽二世将其废墟捐赠给商会。1842年开始建造证券交易所宫。宫殿的大部分在1850年完成，华丽的室内装修直到1910年才完成，涉及到几个不同的艺术家。

## 建筑

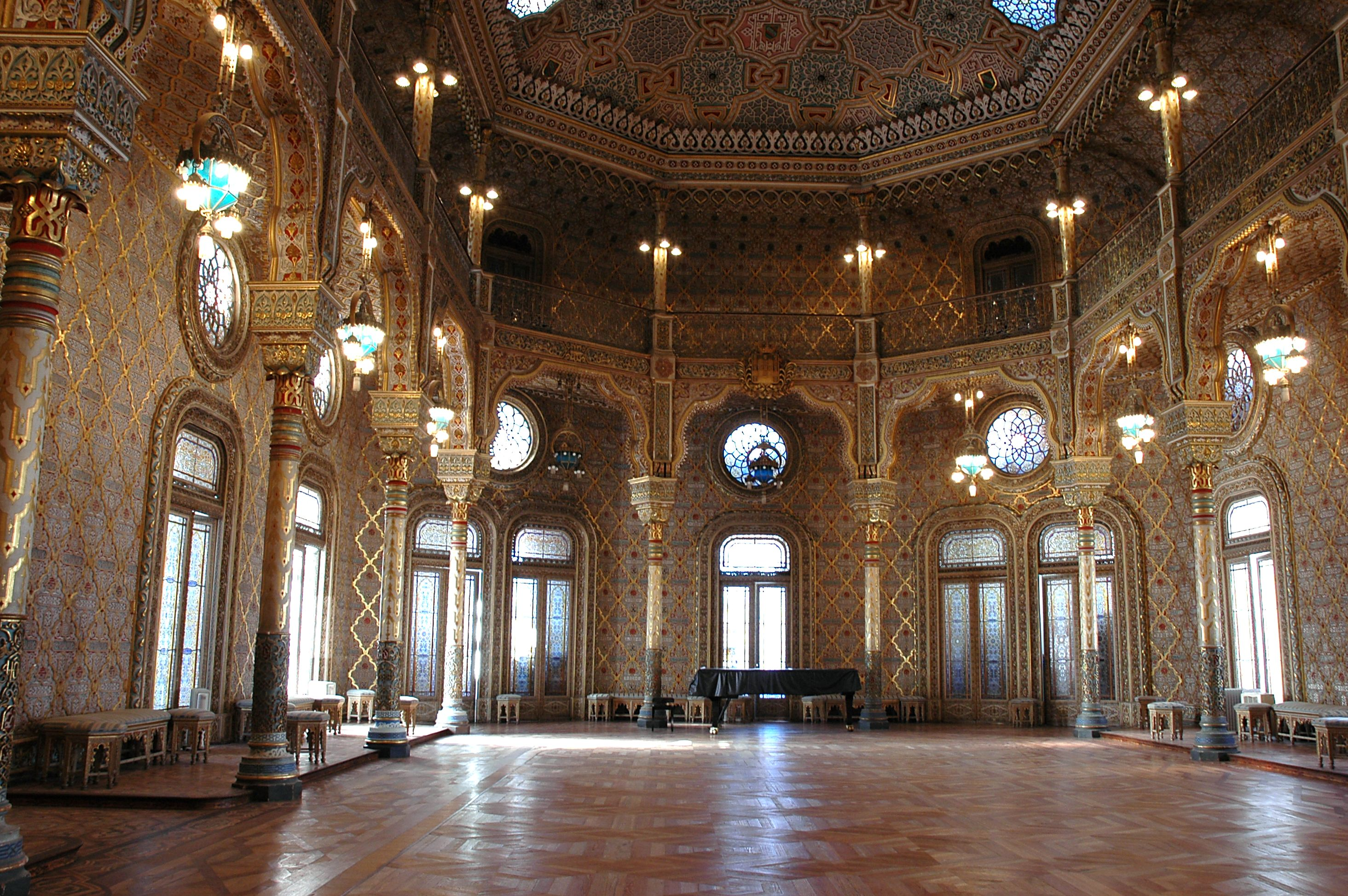
阿拉伯房间

中央庭院覆盖着巨大的八角形金属穹顶，穹顶下部装饰着葡萄牙以及在19世纪与葡萄牙有商业关系的国家的国徽。庭院后面有一华丽的楼梯，建于1868年。由安东尼奥·拉马略在天花板上绘制壁画。
宫殿的亮点是阿拉伯房间，由贡萨尔维斯é索萨（Gonçalves e Sousa）建于1862年和1880年之间。房间装饰为19世纪时髦的摩尔复兴风格，用于接待访问波尔图的贵宾。